# Charles Segal
Charles Paul Segal (Boston, 19 marzo 1936 – Boston, 1º gennaio 2002) è stato un filologo classico e latinista statunitense.

## Biografia
Dopo aver frequentato la Boston Latin School e l'Harvard College si laureò "cum laude" nel 1957. Quattro anni dopo ricevette il suo primo incarico di dottore di ricerca (dopo aver discusso la tesi su Democrito e i Sofisti) sempre ad Harvard. Insegnò nell'Università della Pennsylvania, all'Università Brown e a Princeton per poi ritornare ad Harvard come Professor of Greek and Latin, e nel 1995 venne nominato Professor of the Classics. Morì il primo giorno del 2002, dopo una lunga lotta con il cancro.
Fu uno degli interpreti e critici letterari della letteratura antica più prolifici del ventesimo e ventunesimo secolo. Specializzato in particolare sulla poesia, pubblicò più di 21 libri e un'infinità di articoli, recensioni, appunti e annotazioni critiche. Se in generale la maggior parte dei filologi classici si specializza o nella letteratura latina o in quella greca, Segal riuscì invece a oltrepassare questi limiti e ad occuparsi tanto di Omero quanto di Ovidio, tanto di Seneca quanto di Euripide.
Sebbene credesse fortemente alle metodologie tipiche della filologia classica, non esitò ad applicare, quando riteneva necessario, anche i metodi teorici più moderni: dallo strutturalismo alla narratologia, dalla semiotica alla cosiddetta "feminist theory", dalla psicoanalisi freudiana a quella lacaniana.
Inoltre la sua vasta cultura gli permise di oltrepassare le frontiere nazionali stringendo amicizia con molti classicisti europei, in particolare italiani e francesi, e svolgendo, in alcuni casi, un importante ruolo di mediazione culturale tramite traduzioni tra l'Europa e l'America.

## Scritti
- Reason, Emotion, and Society in the Sophists and Democritus, Dissertazione pubblicata, Harvard, 1961.
- Landscape in Ovid's Metamorphoses. A Study in the Transformations of a Literary Simbol, F. Steiner Verlag, Wiesbaden, 1969
- The Theme of the Mutilation of the Corpse in the Iliad, Leiden, 1971.
- Poetry and Myth in Ancient Pastoral. Essays on Theocritus and Virgil, Princeton, 1981.
- Tragedy and Civilization: An Interpretation of Sophocles, Board of Trustees of Oberlin College, 1981
- Dionysiac Poetics and Euripides' Bacchae, Princeton University Press, Princeton, 1982
- Interpreting Greek Tragedy: Myth, Poetry, Text, Cornell University Press, Ithaca, 1986
- Pindar's Mythmaking. The Fourth Pythian Ode, Princeton University Press, 1986
- Language and Desire in Seneca's Phaedra, Princeton University Press, 1986
- La musique du Sphinx: poésie et structure dans la tragédie, La Découvert Textes à l'appui, 1987
- Orfeo. Il mito del poeta (Orpheus. The Myth of the Poet, 1989), traduzione di D. Morante, Collana Saggi n.795, Torino, Einaudi, 1995, ISBN 978-88-061-2469-4.
- Lucrezio. Angoscia e morte nel «De Rerum Natura» (Lucretius on Death and Anxiety: Poetry and Philosophy in De Rerum Natura, 1990), traduzione di F. Citti, Collana Saggi n. 476, Bologna, Il Mulino, 1998, ISBN 978-88-150-5556-9.
- Ovidio e la poesia del Mito. Saggi sulle Metamorfosi, Collana Saggi, Venezia, Marsilio, 1991, ISBN 978-88-317-5465-1.
- Euripides and the Poetics of Sorrow: Art, Gender, and Commemoration in Alcestis, Hippolytus, and Hecuba, Duke University Press, Durham, 1993
- Oedipus Tyrannus. Tragic Heroism and the Limits of Knowledge, 1993.
- Singers, Heroes, and Gods in Odyssey, Ithaca, 1994.
- Sophocles' Tragic World: Divinity, Nature, Society, Cambridge, Harvard University Press, 1995.
- Aglaia. The Poetry of Alcman, Sappho, Pindar, Bacchylides, and Corinna, Lanham/Oxford, 1998.
- Tragedy and Civilization. An Interpretation of Sophocles, Norman, 1999.